# Уошита (окръг, Оклахома)
Окръг Уошита (на английски: Washita County) е окръг в щата Оклахома, Съединени американски щати. Площта му е 2613 km², а населението – 11 508 души (2000). Административен център е град Ню Кордел.